# 조반니 메세
조반니 메세(이탈리아어: Giovanni Messe, 1883년 12월 10일 ~ 1962년 12월 18일)는 이탈리아의 군인이다.

## 생애
풀리아주 브린디시현 메사녜 출신이다. 1901년부터 군인으로 복무했으며 제1차 세계 대전에서는 독일군의 전술을 기반으로 한 돌격 보병 대대인 아르티디(Arditi) 대대를 창설했다. 1923년부터 1927년까지 비토리오 에마누엘레 3세 국왕의 부관으로 복무했다. 1935년 9월에는 이탈리아-에티오피아 전쟁에 참전하여 기계화 여단을 이끌고 에티오피아군을 물리쳤다.
1939년 4월에 있었던 이탈리아의 알바니아 침공 이후에는 알바니아 총독으로 있던 우발도 소두(Ubaldo Soddu)의 보좌관으로 근무했다. 1940년 말부터 1941년까지 일어난 그리스-이탈리아 전쟁에서는 알렉산드로스 파파고스(Alexandros Papagos)가 이끄는 그리스군을 물리쳤지만 그리스의 반격으로 인해 알바니아 국경 지대로 퇴각하게 된다.
1941년 7월 동부 전선에 파견된 이탈리아 러시아 원정군(Corpo di Spedizione Italiano in Russia, or CSIR)의 총지휘관으로 임명되었다. 1942년 7월에는 이탈리아 러시아 지역군(Armata Italiana in Russia)의 총지휘관으로 임명되었고 1942년 11월 1일에 이탈리아로 귀환했다. 1943년 2월 2일에는 에르빈 롬멜이 이끌던 아프리카 군단을 재편한 독일-이탈리아 기갑군(제1군) 사령관으로 추대되어 튀니지 전역에 참전했다. 1943년 5월 13일에 연합국이 튀니지 튀니스를 탈환하면서 항복을 선언했다.
1943년 9월에는 이탈리아가 연합국에게 항복을 선언한 뒤에 결성된 이탈리아 협동 교전군의 참모총장으로 추대되었으며 1947년에 퇴역할 때까지 군에 복무했다. 1953년부터 1955년까지 이탈리아 상원 의원을 역임했다.